# Jorge Enrique González Pacheco
Jorge Enrique González Pacheco es un poeta, escritor y profesional de la industria del cine. Licenciado en literatura latinoamericana por la Universidad de La Habana, Cuba. Además cuenta con un máster en literatura hispanoamericana por la Universidad Complutense de Madrid, España.

## Biografía
Nació en el barrio de Marianao en La Habana. Su madre murió cuando él era muy joven y su relación con su padre fue tormentosa. Jorge Enrique se muda a los Estados Unidos en el 2003 y después de vivir un tiempo en Miami va a residir a Seattle en el Estado de Washington. Considerado uno de los poetas más importantes de la generación de los 90 en Cuba, es en 1991 cuando publica su primer poema en la revista Alaluz de Poesía, Narración y Ensayo del Departamento de Español y Portugués de la Universidad de California en Riverside e inmediatamente comienza a publicar su poesía y prosa en revistas, antologías y periódicos de Cuba, Estados Unidos, México, Francia, España, Argentina y Brasil. Dos de sus poemas más conocidos son: Habana y La dócil alba que en tu altura guía. Ha publicado cinco libros, entre ellos el poemario titulado Bajo la luz de mi sangre. y Habitante Invisible en Madrid, 2020  El poeta recopiló la Antología Tierra de secreta transparencia de la importante poeta cubana Serafina Núñez, junto al poeta español Diego Ropero Regidor. Ha ofrecido lecturas poéticas en varios países, incluidos España, Librería Juan Rulfo en Madrid en junio de 2023 y los Estados Unidos. La Premio Miguel de Cervantes 1992 Dulce María Loynaz, escribió acerca de su obra: "Su poesía duele, es el espíritu en su magia". Su poesía ha sido traducida a varios idiomas, incluido el inglés.  Como promotor cultural patrocinó el concierto homenaje por el Centenario del músico español Joaquín Rodrigo en La Habana en el 2001. Por varios años trabajó para el Instituto Cubano del Arte e Industria Cinematográficos (ICAIC) en La Habana. En Seattle fundó el Seattle Latino Film Festival, una institución sin fines de lucro que representa la cinematografía de América Latina, España y Portugal en el noroeste de Estados Unidos y considerado uno de los 5 más importantes para cine latinoamericano de Estados Unidos. Por su labor incansable el Museo Burke asociado a la Universidad de Washington lo menciona en la página 3 del manual de la diáspora social y cultural  latinoamericana en Estados Unidos. Preside Cine Seattle Entertainment LLC, empresa productora audiovisual del estado de Washington en los Estados Unidos.

## Libros
- (1992) Poesía Ilustrada, International Edition Group, New York, NY, Estados Unidos
- (2003) Antología de la Décima Cósmica de La Habana, FAH, Ciudad de México, México
- (2003) Notaciones del Inocente, Ediciones Qneras, Moguer, España
- (2004) Tierra de Secreta Transparencia, Ediciones Torremozas & Fundación Juan Ramón Jiménez, Madrid, España
- (2009) Bajo la luz de mi sangre|Under the Light of my Blood (Edición Bilingüe), Trafford, Victoria BC, Canadá
- (2020) Habitante Invisible, Ediciones Deslinde, Madrid, España

## Premios
- 1996 "Premio Nacional de Poesía Delia Carrera", La Habana, Cuba
- 2015 HIPGiver Award, Hispanics in Philanthropy, San Francisco, California, USA
- 2018 Mayor's Arts Award in Seattle, Washington, USA[21]

## Colaboraciones Literarias
- González Pacheco, Jorge Enrique (1995). "La mudez del alba". Revista Alaluz. XXVII (1): p.59, Department of Spanish and Portuguese, University of California in Riverside.  Estados Unidos
- Jorge Enrique González Pacheco, Testamento a Eliseo Diego,[22] p.71
- Puentes Izquierdo, Zoraida (2011). Literatura Cubana contemporánea (1959-1999) Selección de lecturas (1.ª ed.). Universidad de las Artes (ISA), La Habana, Cuba: Ediciones Cúpulas. pp. 28, 30, 88.
- González Pacheco, Jorge Enrique, Poema: Pobre espacio del que huyo, Azahares Archivado el 16 de julio de 2017 en Wayback Machine., Spanish Language Literary Magazine (2015): p. 28, College of Languages and Communication, University of Arkansas - Fort Smith. Estados Unidos
- González Pacheco,  Jorge Enrique, Poemas: Homeless e Inventario, Azahares Archivado el 9 de mayo de 2019 en Wayback Machine.,  Spanish Language Literary Magazine (2019): p. 5 - p. 6, College of Languages and Communication,  University of Arkansas - Fort Smith.  Estados Unidos
- *González Pacheco, Jorge Enrique, 2022[23] Spanish Language Literary Magazine: pags 33, 34, College of Languages and Communication, University of Arkansas - Fort Smith. USA
- Voces en el bosque, Shoreline, WA, USA [24]